# Anton Franz Schmid
Anton Franz Schmid, häufig nur Anton Schmid (* 30. Jänner 1787 in Pihl; † 3. Juli 1857 in Salzburg) war ein österreichischer Musikwissenschaftler.

## Leben
Schmid war Sohn des gräflich-kinskyschen Bierbrauers Andreas Schmid. Er hielt bereits in seinem Heimatort Geigenunterricht. 1798 ging er zu den Augustinern nach Böhmisch Leipa, wo er das Gymnasium besuchte, Musikunterricht erhielt und Chorknabe war. Der gräflich-kinskysche Haus-Hofmeister Joseph Strobach versorgte ihn mit den zum Studium nötigen Hilfsmitteln. 1804 wechselte er nach Prag, wo er bis 1812 verblieb. Dort widmete er sich weiter dem Studium der Musik. Er finanzierte sein Studienleben als Musiklehrer sowie als Musiker und Chorsänger bei Konzerten.
Nach Abschluss des Studiums ging er nach Wien. Dort lebte er zunächst als Privatlehrer und Erzieher. 1818 wurde er an der Wiener Hofbibliothek als Conceptspraktikant aufgenommen, ein Jahr später zum Skriptor befördert. Es dauerte anschließend bis 1844, bis die nächste Beförderung zum Kustoden erfolgte. Der Präfekt der Hofbibliothek Moritz von Dietrichstein beauftragte ihn, aufgrund seiner Kenntnisse, den Musikalienschatz der Bibliothek, der sich in großer Unordnung befand, zu ordnen. Schmid vereinigte zudem die bestehende Sammlung mit dem Archiv der Hofburger-Kapelle. Er legte damit den Grundstein der heutigen Musikaliensammlung der Österreichischen Nationalbibliothek. Sein handschriftlicher Katalog der Sammlung ist bis heute (21. Jahrhundert) in Gebrauch.
Schmid widmete sich neben seiner Arbeit in der Hofbibliothek der Anlage einer eigenen, umfangreichen Musikaliensammlung und verfasste diverse Schriften. Seine Schriften waren wegen ihrer Gründlichkeit geschätzt, darunter sein Werk über Christoph Willibald Ritter von Gluck oder jenes über den Musiknotendruck. Schmid verstarb in Salzburg, wo er anlässlich eines Erholungsurlaubs nach einer schweren Krankheit war. Er wurde dort auf dem Sebastiansfriedhof bestattet.

## Ehrungen
Schmid brachte es zwar nie zum herausragenden Musiker, er erarbeitete sich jedoch den Ruf als sehr guter Musikwissenschaftler. Daher ernannten ihn mehrere namhafte Vereinigungen zum Mitglied oder Ehrenmitglied, darunter
- der Altertumsverein zu Wien sowie der Historische Verein von Oberbayern und der Altertumsverein Nürnberg
- der Dom-Musikverein Salzburg und das Mozarteum in Salzburg
- die Congregazione ed Academia di Santa Cecilia in Rom
- die Società letteraria dell’ Areopago in Genua

## Publikationen (Auswahl)
- Ottaviano dei Petrucci da Fossombrone, der erste Erfinder des Musiknotendruckes mit beweglichen Metalltypen und seine Nachfolger im 16. Jahrhundert, Wien 1845.
- Joseph Haydn und Nicola Zingarelli; Beweisführung, daß Joseph Haydn der Tonsetzer des allgemein beliebten österreichischen Volks- und Festgesanges sey, Wien 1847.
- Tschaturangavidjâ, Litteratur des Schachspiels, Wien 1847.
- Ch. W. Ritter v. Gluck, dessen Leben und tonkünstlerisches Wirken; ein biographisch-ästhetischer Versuch und ein Beitrag zur Geschichte der dramatischen Musik in der zweiten Hälfte des 18. Jahrhunderts, Leipzig 1854.